# International MXT-MV
International MXT-MV (Military Extreme Truck — Military Version — Військова Екстрим Машина — Військова Версія (ВЕМ-ВВ)) — повнопривідна машина, розроблена 2006 на базі вантажівки International XT компанією Navistar International і є частиною її лінії військових машин. Концепт машини презентували 2005 на Чиказькому автошоу.

## Історія
Серійну версію International MXT-MV презентували 2007 року. Захищений панцирний корпус розробили спеціально для даної модифікації, а шасі походить з цивільної версії MXT. У просторій кабіні розміщується 6 військових у повному озброєнні. У кабіні можна розмістити системи навігації, зв'язку. Значна вантажопідйомність дозволяє без втрати мобільності, дальності їзди по пересіченій місцевості застосовувати додаткові панцирні модулі. Машини здатні виконувати функції конвоювання, амбулаторії, польового укриття, машини зв'язку.
Машина отримала дизель VT 365 V8 потужністю 300 к.с. і автоматичну КП Allison 2000. Вартість MXT становила 89.500-130.000 доларів.
Може перевозитись літаком C-130 Hercules.
Під час Російського вторгнення в Україну українські військові почали проходити навчання у Великій Британії на броньованих машинах, які потім будуть доставлені в Україну. Husky Mk III/Husky 2G будуть доставлені у складі партії військової допомоги із 120 одиниць спеціальної техніки. 11 червня ці бронемашини вже були помічені в Україні.

## Модифікації

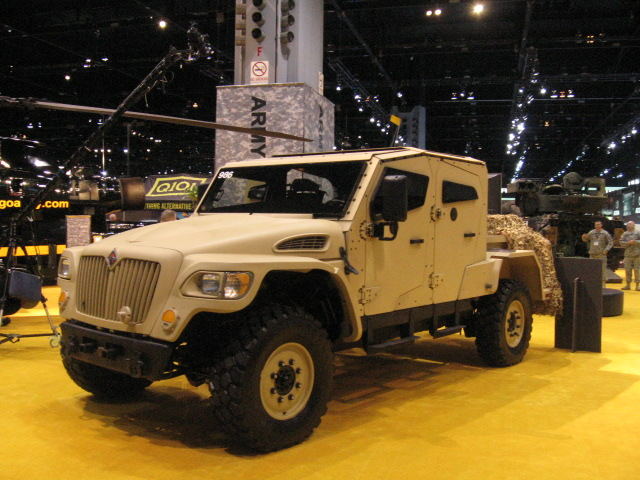
Прототип на автошоу. 2007

Машина випускається у модифікаціях незахищеній і з панцирним захистом. У обох модифікаціях встановлюють кузови наступних варіантів — 
стандартного (Standard),
 розширеного (Extended Cab),
 екіпажу (Crew Cab).

### MXT-MV
Базова стандартна незахищена модифікація

### MXT-MVA (Armored)
Компанія Plasan Sasa Ltd. розробила захищену модифікацію MXT-МВА з двома комплектами змінного захисту (A-Kit, B-Kit) з різними рівнями захисту проти куль, мін, саморобних вибухових пристроїв.

### Husky TSV[5]
Модифікація MXT-MVA була модифікована згідно вимог програми Машин Тактичної Підтримки (англ. Tactical Support Vehicles (TSV)) транспортних засобів Британської армії

### M-ATV
Navistar розробив модифікацію із зміною конструкції підвіски і трансмісії із захистом класу MRAP (англ. Mine Resistant Ambush Protected) для конкурсу на заміну M1114 HMMWV згідно програми Міністерства оборони США. Поступився Oshkosh M-ATV.

## Країни-оператори

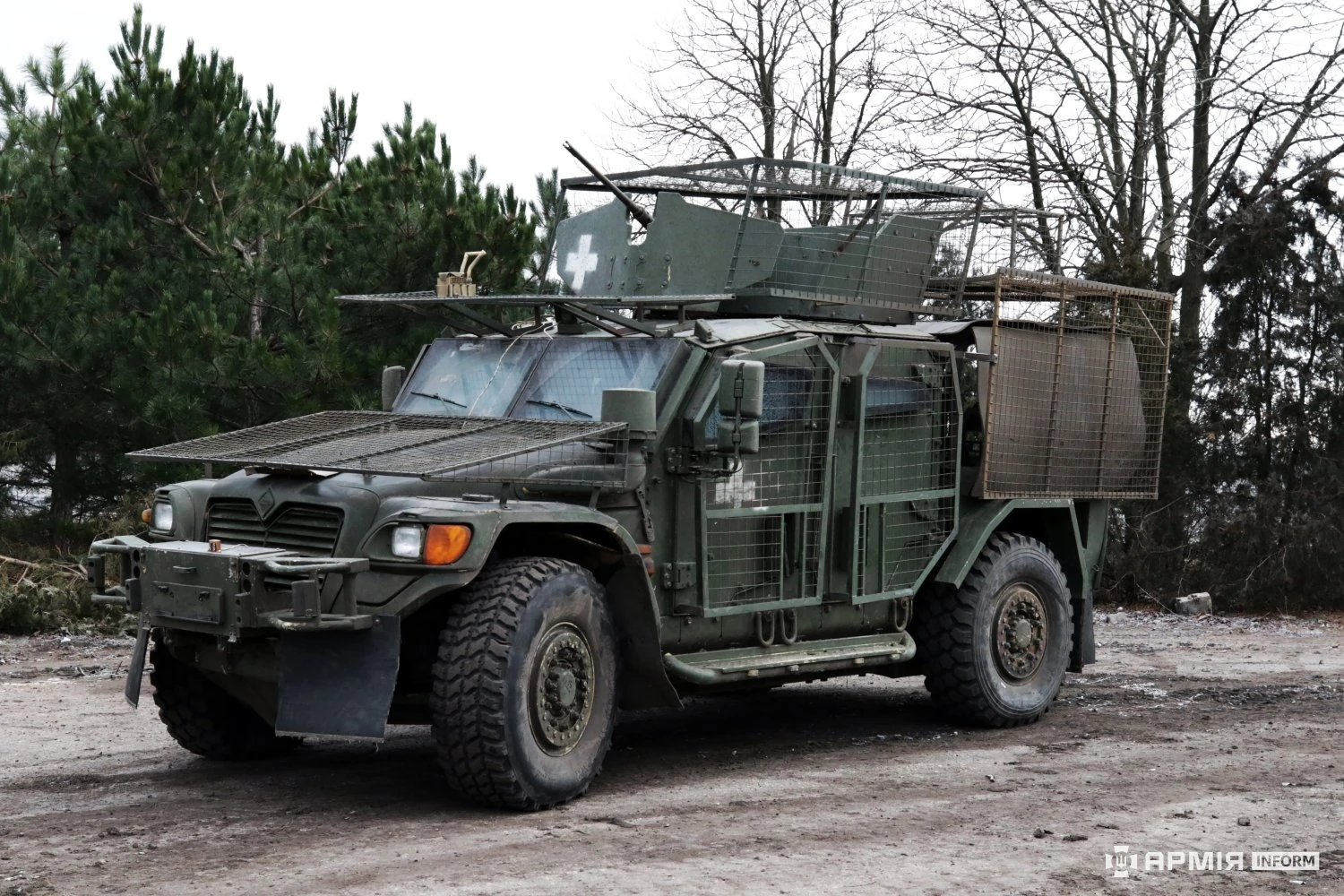
Husky на службі української 38 ОБрМП з протидроновими решітками

- США — презентація MXT-MVA у серпні на Абердинському полігоні
- Велика Британія — модифікація MXT-MVA для Британської Армії під позначенням Husky Tactical Support Vehicle (Medium). Підписано угоди на постачання 351 (262+89) машин[6]
- Україна — невстановлена кількість у складі партії військової допомоги з Великої Британії із 120 одиниць спеціальної техніки.
- Гана - передано 70 машин від Великої Британії в модифікації Husky TSV[7]